# インドにおける仏教の弾圧
インドにおける仏教の弾圧（インドにおけるぶっきょうのだんあつ）では、5世紀頃にインドで起きた仏教の弾圧について述べる。これにより、13世紀までにインド国内の仏教はほぼ完全に一掃された。

## ミヒラクラ王の破仏
5世紀中期にアフガニスタンで勃興し、5世紀末にはグプタ朝と衝突し、ガンダーラ・北インドを支配したエフタルでは、その王ミヒラクラ（Mihirakula、在位512年–528年頃）の代に、大規模な仏教弾圧が行なわれた。この王のことは、『洛陽伽藍記』に附載される、北魏の官吏宋雲と沙門恵生の旅行記『宋雲行記』に見ることが出来る。ミヒラクラは、ゾロアスター教系と思われる天神火神を信仰し、仏教を弾圧したとされる。弾圧された仏教側では、この事件を契機に末法思想が盛んになり、東アジアに伝えられることとなる。隋代に中国に来朝した訳経僧那連提耶舎は、釈迦が外道の蓮華面の転生であるミヒラクラ王の破仏のことを予言した、とする内容を説く『蓮華面経』を漢訳している。

## イスラム教の侵攻
中世における後期インド仏教（後期密教）はパーラ朝のもとで庇護を受けていたが、6世紀にインド南部で始まったヒンドゥー教改革運動のバクティ運動や、12世紀にアフガニスタンからのイスラム教政権（ゴール朝）のインド侵略で、インドの仏教徒は壊滅状態となった。
偶像崇拝を否定することを理由にイスラム教徒は、軍事侵攻に伴ってインド各地の仏教寺院を徹底的に破壊するとともに、仏教寺院の僧侶と尼僧を虐殺した。1203年にインド北東部ベンガル地方にあった後期インド仏教（密教）の当時最大の仏教寺院で最期の砦であったヴィクラマシーラ寺が、ゴール朝の武将ムハンマド・バフティヤール・ハルジー率いるイスラム教徒の軍隊によって破壊され、多数の僧侶と尼僧が虐殺された。この惨事をもってインド仏教の終焉とする見方が多い。この際にヴィクラマシラー寺の座主のシャキャーシュリーバトラは、ネパール経由でチベット地方に逃れてサキャ派第4世の名僧サキャ・パンディタに授戒した。
中世におけるイスラム教徒の破壊・殺戮によるインド仏教の衰退は、末法の時代として解釈された。仏教徒はインド仏教の最期を予見して、末法時代におけるインド仏教の存続と将来の復興を祈念し、末法時代に密教でのみ往来が可能なシャンバラの概念や、イスラム教を調伏してインド仏教を再興する時輪タントラ（カーラ・チャクラ）が生まれた。しかし実際には、インドで仏教が存続・復興することはなく、インドの仏教徒はイスラム教またはヒンドゥー教に改宗を余儀なくされるか、もしくは近隣諸国・地域へ逃げ出すことになり、仏教は他のアジアの大域で信仰が継続されるようになった。

## 現代インドにおける仏教の再興
1956年、インド憲法の起草者の一人で初代法務大臣を務めたアンベードカルが死の直前に、自らと同じ50万人の不可触民と共に仏教徒に改宗し、インド仏教復興の運動が起こった。アンベードカルの死後は、その志を継ぐ者が活動を続けている。その一人である日本人僧の佐々井秀嶺が日本ではよく知られている。近年、ヒンドゥー教のカーストを嫌う不可触民や下層階級の人々がヒンドゥー教から仏教に改宗する動きがあり、2001年の国勢調査では仏教徒は人口の0.8%(約800万人）に達している。
また、チベット仏教のダライ・ラマ14世がインド北部のダラムサラにガンデンポタン（チベット亡命政府）を樹立していることから、亡命チベット人組織を中心にチベット仏教の小さな拠点にもなっている。